# La Marche (Höhle)

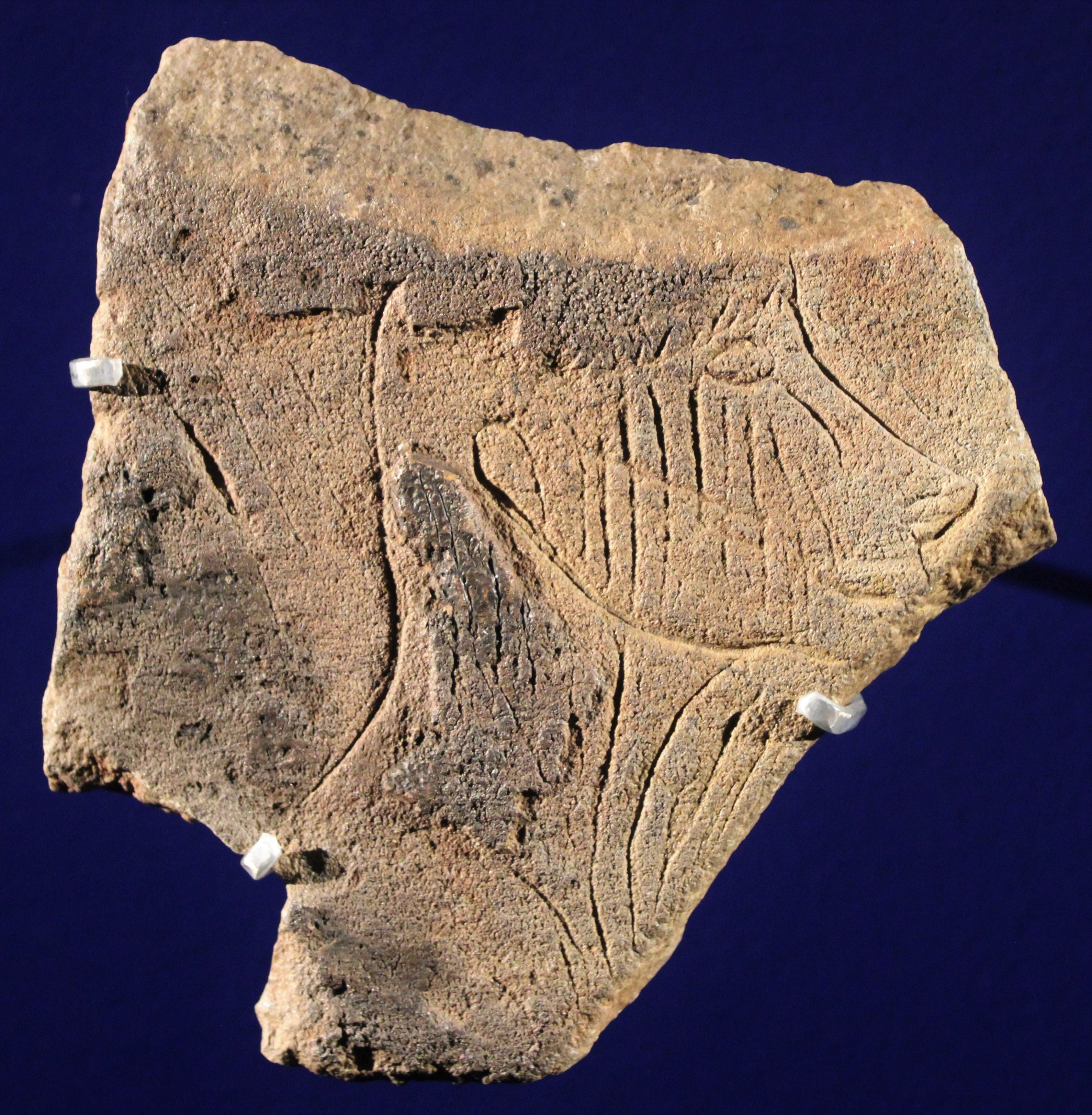
Steinplatte mit Gravur

Die Höhle La Marche befindet sich in Lussac-les-Châteaux, einer Gemeinde im Département Vienne im Westen Frankreichs. Sie wurde 1937 von dem Forscher Léon Péricard entdeckt. In ihr wurden mehrere hundert Steinplatten mit sehr feinen Gravierungen gefunden, deren Alter auf 14 bis 15.000 Jahre datiert wird; die Motive umfassen Tiere und Menschen.